# Scotopteryx junctata
Scotopteryx junctata är en fjärilsart som beskrevs av Otto Staudinger 1882. Scotopteryx junctata ingår i släktet backmätare, och familjen mätare. Inga underarter finns listade.